# Paul Roazen
Paul Roazen (Boston, 14 de agosto de 1936;  3 de noviembre de 2005) fue un politólogo estadounidense que llegó a ser uno de los más importantes historiadores del psicoanálisis.

## Biografía
Roazen estudió en la Universidad de Harvard y después en Chicago y Oxford. Regresó más adelante a Harvard. Escribió su tesis doctoral sobre el pensamiento político de Freud. En 1971 se trasladó a la Universidad de York en Toronto, donde enseñó hasta 1995.
En 1965 Roazen comenzó a entrevistar a amigos sobrevivientes, familiares, colegas y pacientes de Freud.  Su primer gran libro  Freud and his followers ([Freud y sus seguidores]) se basó en un material de centenares de horas de entrevistas. Esto constituía en aquel entonces un enfoque novedoso. Aunque en los años 1950 Kurt Eissler también había realizado entrevistas con los pioneros del psicoanálisis, Eissler no publicó su material (con la sola excepción de una entrevista a Wilhelm Reich). 
Roazen fue el primer no-psicoanalista al que Anna Freud le facilitó acceso al archivo del Instituto Psicoanalítico Británico. Allí pudo revisar todos los documentos que Ernest Jones había utilizado para su biografía oficiosa sobre Freud.

## Publicaciones

### Como autor
- Freud. Political and social thought. Alfred A. Knopf, New York (New York) 1968. - En español: Freud, su pensamiento político y social. Martínez Roca. Barcelona, 1972.

- Brother animal. The story of Freud and Tausk. Alfred A. Knopf, New York (New York) 1969. -

- Freud and his followers. Alfred A. Knopf, New York (New York) 1971. -

- Erik H. Erikson. The power and limits of a vision. The Free Press, New York (New York) 1976.

- Helene Deutsch. A psychoanalyst’s life. Doubleday, New York (New York) 1985.

- Encountering Freud. The politics and histories of psychoanalysis. Transaction Publishers, New Brunswick (New Jersey) 1990.

- Meeting Freud’s family. University of Massachusetts Press, Amherst (Massachusetts) 1993.

- (con Bluma Swerdloff): Heresy. Sandor Rado and the psychoanalytic movement. Aronson, Northvale (New Jersey) 1995.

- How Freud worked. First-Hand accounts of patients. -

- Canada’s King. An essay in political psychology. Mosaic Press, Oakville (Ontario) 1998.

- Oedipus in Britain. Edward Glover and the struggle over Klein. Other Press, New York (New York) 2000.

- Political theory and the psychology of the unconscious. Freud, J. S. Mill, Nietzsche, Dostoevsky, Fromm, Bettelheim and Erikson. Open Gate Press, London 2000.

- The historiography of psychoanalysis. Transaction Publishers, New Brunswick (New Jersey) 2001.

- The trauma of Freud. Controversies in psychoanalysis. Transaction Publishers, New Brunswick (New Jersey)  2002.

- Cultural foundations of political psychology. Transaction Publishers, New Brunswick (New Jersey) 2003.

- On the Freud watch. Public memoirs. Free Association Books, London 2003.

- Edoardo Weiss. The house that Freud built. Transaction Publishers, New Brunswick (New Jersey) 2005.

- The doctor and the diplomat. The mysterious collaboration between Freud and Bullitt on Woodrow Wilson. Rowman & Littlefield, New York (New York). -

### Como editor
- Victor Tausk: Sexuality, war, and schizophrenia: collected psychoanalytic papers, edited and with an introduction by Paul Roazen; translations by Eric Mosbacher &others. Transaction Publishers, New Brunswick, U.S.A. 1991.